# ديفيد سميث (سياسي أسترالي)
ديفيد سميث (بالإنجليزية: David Smith)‏ هو موظف مدني ونقابي وسياسي أسترالي، ولد في 25 مارس 1970 في كانبرا في أستراليا. حزبياً، نشط في حزب العمال الأسترالي. وقد انتخب عضو مجلس الشيوخ الأسترالي ‏ عن دائرة مقاطعة العاصمة الأسترالية ‏ (23 مايو 2018 – ).